# Caprimulgus
Caprimulgus er en slægt af insektædende fugle. Slægten omfatter ca. 48 arter. I Danmark findes en enkelt art ynglende, natravnen (Caprimulgus europaeus). Caprimulgus betyder på latin 'gedemalker' (af caper 'ged' og mulgeo 'jeg malker'). Man troede tidligere, at fuglen med sit store næb sugede mælk af geder.
I det sydlige Europa yngler også rødhalset natravn (Caprimulgus ruficollis). Desuden er ørkennatravn (Caprimulgus aegyptius) en meget sjælden strejfgæst i Danmark fra det nordlige Afrika og Mellemøsten.